# Association française contre les myopathies
Pour les articles homonymes, voir AFM.
 (mai 2015).
L’Association française contre les myopathies, ou AFM puis AFM-Téléthon, est une association française de malades et parents de malades créée en 1958 reconnue d'utilité publique depuis 1976.
À long terme, son but est de trouver une solution thérapeutique aux maladies neuromusculaires, par le biais de la recherche médicale et plus particulièrement de la recherche sur les thérapies géniques. À court terme, l'AFM-Téléthon a pour objectif d'améliorer le quotidien des malades en favorisant un meilleur accès aux soins, et un meilleur accompagnement social.
Initialement consacrée aux seules maladies neuromusculaires, les recherches soutenues par l'AFM couvrent maintenant un large ensemble de maladies génétiques rares.
Depuis 1987, l'AFM est organisatrice du Téléthon en France, qui lui apporte une très grande part de ses fonds et constitue le vecteur principal de communication de l'association.
Laurence Tiennot-Herment est la Présidente de l'AFM-Téléthon, Vincent Genet en est le Directeur général adjoint et Serge Braun en est le Directeur scientifique.

## Ses missions
L'AFM-Téléthon s'est fixé pour mission d'aider au quotidien les personnes atteints de maladies rares neuromusculaires en développant à la fois les moyens permettant d'améliorer les conditions de vies des familles et malades, mais aussi en développant et en finançant une recherche scientifique innovante pour traiter les maladies rares.

### Aider
Un des objectifs de l'AFM-Téléthon est de réduire le handicap des malades, soit en favorisant l'accès au diagnostic et aux soins, soit en aidant à développer des outils de compensation des handicaps.
L'AFM-Téléthon est impliquée dans le développement d'aides techniques innovantes permettant de compenser les pertes de fonctions, comme la motricité. Cela s'est traduit entre autres par de forts investissement dans des programmes de développement de fauteuils électriques, lève-bras permettant de saisir des objets, de manger seul, d'outils de synthèse vocale prononçant les phrases tapées sur un ordinateur, etc.
L'AFM-Téléthon assure également un accompagnement des familles, comportant, entre autres, une aide à l'accès aux matériels et aux fabricants, ainsi que des aides dans les démarches administratives.
Les actions de l'AFM-Téléthon en termes d'aide aux malades suivent quatre axes :
- « les actions et informations médicales et paramédicales » :
  - subventions de centres hospitaliers pour l'établissement de consultations pluridisciplinaires pour les maladies neuromusculaires,
  - l'information des professionnels des soins au sujet des muscles et des maladies associées,
  - l'amélioration de la prise en charge des malades ;
- « les actions revendicatives » :
  - la commission d'action pour la compensation,
  - des actions de sensibilisation aux maladies rares,
  - l'aide juridique des malades ;
  - Défendre les droits  des malades : pour faire progresser les droits des malades et leur citoyenneté, elle porte leur voix notamment auprès des pouvoir publics.
- les actions auprès de malades et leur famille :
  - les 16 services régionaux (191 professionnels de santé) chargés d'accompagner au quotidien des malades et leur famille,
  - l'accueil et le service aux familles (notamment numéro H24 d'écoute et d'orientation avec astreinte médicale),
  - le développement d'aides techniques innovantes, par le partenariat avec les acteurs des milieux industriels et de recherche, ainsi que par la création de prototypes,
  - le suivi de l'appel à projet Pour l'égalité des droits et des chances, la participation et la citoyenneté des personnes handicapées" ;

#### En chiffres
En 2023, l'AFM-Téléthon a consacré 93.5 Millions d'euros à ses missions sociales, soit 79,9 % du budget :
- 53,3 millions d'euros ont été consacrés à la mission Guérir ;
- 37,6 millions d'euros aux activités d'aide aux malades et familles ;
- 2,6 millions à la mission Communiquer.

Les frais de collectes représentent en 2023 12,9 millions d'euros (11 %) et les frais de gestion 10,6 millions d’euros (9 %).

### Communiquer
Inscrite dans les statuts de l’AFM-Téléthon, la mission « Communiquer » vise à améliorer la connaissance sur des maladies longtemps ignorées et à diffuser les avancées de l’innovation thérapeutique. Mais aussi à défendre la place des patients dans la société.
L'AFM-Téléthon publie une revue, VLM (Vaincre Les Myopathies) destinée aux personnes atteintes de maladie neuromusculaire et à leur entourage.

### Guérir
Dans son approche scientifique l'AFM-Téléthon utilise plusieurs voies complémentaires :
- les appels d'offres ; par ce biais l'AFM-Téléthon finance des scientifiques indépendants de l'association (financement de personnels et/ou matériels) ; En 2023, 125 projets et 38 jeunes chercheurs ont ainsi été financés
- les institutions propres à l'AFM-Téléthon :
  - Généthon créé en 1990 - centre de recherche et développement de médicament de thérapies géniques. Il est dirigé par Frédéric Revah. Un premier médicament  issus de ses recherches permet de traiter l’amyotrophie spinale infantile, une maladie mortelle
  - Institut de myologie - pôle de recherche axé sur le muscle,
  - I-stem - Institut de recherche sur le traitement des maladies génétiques grâce aux cellules souches ;
- les partenariats :
  - industriels : collaboration avec les entreprises de l'industrie pharmaceutique pour le développement de médicaments,
  - publics : collaboration scientifique entre l'état et l'association comme les appels d'offres communs AFM-Téléthon/Inserm,
  - semi-publics : collaboration scientifique entre l'état via le CNRS, une entreprise privée IBM et l'association comme le Décrypthon[6] ;
- « la politique de sites » : l'AFM-Téléthon influe sur le paysage scientifique français en favorisant le regroupement géographie des compétences, la création du genopole d'Évry en étant le premier exemple ;
- suivi des recherches et découvertes : l'AFM-Téléthon veille à être partie prenante des phases de valorisation des recherches qu'elle contribue à financer, ainsi elle est co-déposante des brevets obtenus et participe à l'exploitation de ceux-ci.

#### En chiffres
En 2008 :
- 974,054 euros ont été utilisés dans le cadre de programmes de recherche internationaux avec les universités de Pennsylvanie ou Laval (Canada), ainsi qu'avec la société Cellgène ;
- 7 154 365 euros ont été consacrés aux partenariats académiques et 3 314 738 euros aux partenariats industriels ;
- 10 228 000 euros ont été accordés à des chercheurs ou des instituts dans le cadre des appels d'offres ;
- 2 777 841 euros ont été consacrés à soutenir des initiatives de recherches soutenues par d'autres associations de malades ;
- 21 596 249 euros ont servi au financement du Généthon ;
- 7 195 000 euros et 3 150 000 euros ont été accordés sous forme de subventions à l'Institut de Myologie et l'I-Stem.

## Chiffres clé
- 6 000 à 8 000 maladies rares dont 400 maladies neuromusculaires : 80 % de ces maladies sont d'origine génétique.
- 30 millions de personnes touchées en Europe dont 3 millions en France (soit 4,7 % de la population française - sur les 64 millions)

## Dates
- 1958 : création de l'Association française pour la myopathie à Angers par Yolaine de Kepper, association dont elle va assurer la présidence jusqu'en 1982 ;
- 1961 : changement d'appellation en Association française contre la myopathie ;
- 1972 : L'AFM introduit en France les premiers fauteuils roulants électriques et se bat pour leur prise en charge par la sécurité sociale (1977)
- 1981 : création du conseil scientifique de l'AFM ;
- 1986 : identification du gène responsable de la myopathie de Duchenne ;
- 1990 : lancement des premières campagnes de prélèvement d'ADN ;
- 1992 : publication des premières cartes du génome humain par Généthon, le laboratoire du Téléthon ;
- 1996 : publication de la dernière version de la carte intégrée du génome ;
- 1997 : réorientation des activités de Généthon vers la mise au point des thérapeutiques, mise en place du réseau de production de vecteurs GVPN ;
- 1997 : ouverture de l'Institut de Myologie (l'un des plus grands centres d'expertise sur le muscle en Europe) ;
- 1998 : création de Génopole. Son objectif : réunir en un même lieu de laboratoires de recherche académique et privés, d'entreprises de biotechnologies et d'un enseignement de haut niveau ;
- 1999 : adoption du règlement européen sur les médicaments orphelins ;
- 2000 : premier succès mondial de la thérapie génique pour les bébés-bulle, obtenu par l’équipe française du Pr Alain Fischer (hôpital Necker-enfants malades) avec le soutien du Téléthon
- 2001 : Création de la Plateforme Maladies rares, dont l’AFM-Téléthon est le fondateur et le principal financeur.
- 2002 : création du GIS (Groupement d'Intérêt Scientifique) - Institut des Maladies Rares. Sa mission : stimuler, développer et coordonner la recherche sur les maladies rares ;
- 2003 : résultats du premier essai de thérapie génique pour les myopathies de Duchenne et de Becker ;
- 2004 : mise au point d'une technique innovante de thérapie génique pour la myopathie de Duchenne : le saut d'Exon ;
- 2005 : lancement du projet I-Stem consacré à la recherche sur les cellules souches embryonnaires ;
- 2006 : premier traitement par thérapie génique d'un patient atteint d'épidermolyse bulleuse ;
- 2007 : les cellules souches embryonnaires humaines peuvent se différencier en cellules cardiaques ;
- 2009 : AFM et l'association ELA co-financent l'essai clinique mené par Patrick Aubourg, Nathalie Cartier et l'équipe d'Alain Fischer qui permet de traiter 4 enfants atteints d'ALD
- 2015 : la première greffe de cellules souches dans le cœur
- 2017 : des chercheurs de Généthon ont réussi à restaurer la force musculaire de chiens naturellement atteints de la myopathie de Duchenne
- 2019 : Le premier médicament de thérapie génique issu de recherches menées à Généthon obtient une autorisation de mise sur le marché aux États-Unis pour l’amyotrophie spinale (Zolgensma).
- 2023 :  Démarrage du programme pilote de dépistage génétique de l’amyotrophie spinale (Depisma);
- 2024 :  Résultats positifs de thérapie génique pour la myopathie de Duchenne, la maladie emblématique du Téléthon
- 2025 :  L’AFM-Téléthon et son Institut de Myologie posent la première pierre de la Fondation de Myologie, première Fondation au Monde dédiée à la recherche  le muscle dans tous ses états – sain, malade, vieillissant, entrainé – et à tous les âges de la vie

## Communication

### Activité de lobbying en France
Pour l'année 2017, l'AFM-Téléthon déclare à la Haute Autorité pour la transparence de la vie publique exercer des activités de lobbying en France pour un montant qui n'excède pas 50 000 euros.